# 上海电机学院
上海电机学院（英語：Shanghai Dianji University）位于上海，成立于1953年，是一所隶属于上海市教委的全日制教学型高等院校。该校以工科为主，兼有经、管、文、理等多学科。

## 概况
截至2022年10月，学校有临港、闵行两大校区，校园面积1147亩；有14个二级教学单位，开设43个本科专业、7个专科专业；有1个一级学科硕士学位授权点、5个专业学位授权类别；有全日制硕、本、专科在校生近13000名，专任教师878人。

## 历史
- 上海电机学院，创建于1953年，由华东工业管理局筹办，初时校名为上海电器工业学校。1954年改名为上海电器制造学校。1956年改名为上海电机制造学校。
- 1970年，学校解散。
- 1978年复校，校名为上海电机制造学校。
- 1985年，经上海市报送国家教委批准，试办五年制技术专科，同时改校名为上海电机制造技术专科学校。
- 1987年，上海市机电一局职业大学闵行分部并入学校。
- 1992年，改为上海电机技术高等专科学校。
- 1998年上海机电工业职工大学一分校和上海机电工业职工中等专业学校并入。
- 2001年，上海电机技术高等专科学校与上海机电工业职工大学、上海市机电工业学校合并。
- 2004年9月，经上海市人民政府批准，升格为本科院校，改校名为上海电机学院。

## 院系设置
- 电气学院
- 机械学院（临港新片区智能制造产业学院）
- 电子信息学院
- 商学院
- 材料学院
- 外国语学院
- 设计与艺术学院
- 凯劳智能制造学院
- 马克思主义学院
- 文理学院
- 高职学院（少数民族预科生部）
- 体育教学部
- 工业技术中心（创新创业教育中心）
- 国际教育交流中心
- 继续教育学院[1]

## 对外交流
现有中美合作本科专业1个，中加、中澳合作专科专业各2个，中德合作专科专业1个。学校先后同美国佛罗里达理工学院、北爱荷华大学，加拿大麦克马斯特大学，英国杜伦大学，法国普瓦捷大学，德国凯泽斯劳滕应用技术大学，俄罗斯莫斯科通信技术大学，西班牙巴塞罗那自治大学，韩国全州大学，越南河内科技大学，南非开普敦半岛理工大学，台北科技大学等国（境）内外50所大学建立合作关系。